# Distrito electoral local 25 de la Ciudad de México
El XXV Distrito Electoral Local de Ciudad de México es uno de los 33 distritos electorales Locales en los que se encuentra dividido el territorio de Ciudad de México. Su cabecera es la alcaldía Xochimilco.

## Ubicación
Limita al noreste con el distrito XXXI de Iztapalapa y distrito VIII de Tláhuac, al sureste con el distrito VII de Milpa Alta, al suroeste con el distrito XIX de Tlalpan y al noroeste con el distrito XXX de Coyoacán y XVI de Tlalpan.

## Congreso de la Ciudad de México (desde 2018)
| Diputado                  | Grupo parlamentario | Legislatura | Periodo     |
| ------------------------- | ------------------- | ----------- | ----------- |
| Circe Camacho Bastida     |                     | I II        | 2018 - 2022 |
| Diana Laura Serralde Cruz | II                  | 2022        |             |
| Circe Camacho Bastida     | II                  | 2022 - 2024 |             |
| Erika Rosales Medina      |                     | III         | 2024 -      |

## Resultados electorales

### 2021
|  | 43.2300 % |

|  | 35.0699 % |

|  | 3.9716 % |

|  | 3.6437 % |

|  | 1.8317 % |

|  | 1.3989 % |

|  | 1.1966 % |

|  | 1.1146 % |

|  | 1.0679 % |

|  | 0.6860 % |

|  | 0.1611 % |

|  | 3.3527 % |

|  | 100.00 % |